# Marisora roatanae
Marisora roatanae — вид сцинкоподібних ящірок родини сцинкових (Scincidae). Ендемік Гондурасу.

## Поширення і екологія
Marisora roatanae є ендеміками острова Роатан, розташованого в групі островів Іслас-де-ла-Байя в Карибському морі. Вони живуть у вологих тропічних лісах.

## Збереження
МСОП класифікує цей вид як такий, що перебуває на межі зникнення. Marisora roatanae загрожує хижацтво з боку інтродукованих чорних щурів.